# Pierre-Martial Bardy
Pour les articles homonymes, voir Bardy.
Pierre-Martial Bardy, né le 30 novembre 1797 à Québec où il meurt le 7 novembre 1869, est un professeur, médecin et homme politique du Bas-Canada.

## Biographie
Né à Québec le 30 novembre 1797, Pierre-Martial Bardy est le fils de Pierre Bardy, un fabricant de perruques d'ascendance italienne et de Louise Cochy, dit Lacouture. Il étudie au Petit Séminaire de Québec. Admis séminariste, il étudie la théologie au Grand Séminaire de Québec et enseigne au Petit Séminaire. Il renonce à la vie ecclésiastique en 1821 et épouse l'année suivante Marie-Marguerite-Louise, fille du marchand Louis-Henri Archambault. Il continue à enseigner pendant quelques années et est ensuite inspecteur d'école de 1842 à 1868.
Bardy étudie la médecine avec William Robertson à Montréal et devient médecin en 1829. Il s'installe à Saint-Jacques et finit par s'établir à Québec. Il contribue à la fondation de l'École de médecine de Québec et y  enseigne également. Il en est le secrétaire de 1848 à 1854. En 1834, il est élu à l'Assemblée législative du Bas-Canada pour Rouville, soutenant le Parti patriote. En 1840, il épouse en secondes noces Marie-Soulange, la fille de François-Xavier Lefebvre. Leur fille, Marie-Virginie-Célina épouse ensuite l'homme d'affaires Pierre-Vincent Valin.
En 1842, Bardy participe à la fondation de la Société Saint-Jean-Baptiste de Québec et en devient le premier président. Il est de nouveau président de 1859 à 1861. En 1849, il fait partie d'un groupe promouvant l'annexion avec les États-Unis. Vers 1854, Bardy commence à soutenir la pratique de l'homéopathie, qui n'est pas considérée favorablement par les autres membres de la profession médicale.
Il meurt à Québec le 7 novembre 1869. Il est inhumé dans la crypte de la basilique-cathédrale Notre-Dame de Québec.

## Hommages
- L'avenue Bardy nommée en 1947 et le parc Bardy nommé en 1991 sont en son honneur dans la ville de Québec[2].
- L'avenue Saint-Martial a été nommée en son honneur, en 1921, dans la ville de Québec.